# Bequia Express 4
Die Bequia Express 4 ist eine RoPax-Fähre der Reederei Bequia Express Company Ltd. aus Bequia in St. Vincent und die Grenadinen.

## Geschichte
Das Schiff wurde bei der Hatlø Verkstad A/S im norwegischen Ulsteinvik unter der Baunummer 35 gebaut und am 10. August 1968 an die Møre og Romsdal Fylkesbåtar AS (MRF) abgeliefert. Mit Heimathafen Molde und dem Namen Rauma, benannt nach dem Fluss Rauma, verkehrte die Fähre dann zunächst knapp 20 Jahre lang auf der Route Molde – Vikebukt – Vestnes. Im Januar 1988 wurde das Schiff an die Torghatten ASA verkauft, erhielt den neuen Namen Ørtind mit Heimathafen Brønnøysund und diente nun bis 1997 als Schulschiff, ab 1992 zusätzlich als Ersatzfähre. Ab Februar 1997 war dann die Andøyferge AS neuer Eigner des Schiffs und im März 1997 erfolgte eine Umbenennung auf den Namen Andfjord-Ferga. Am 1. April 1997 wurde der Heimathafen auf Tromsø geändert und das Schiff dann fortan von der neu gegründeten Andfjord Ferga AS während der Sommermonate auf der ebenso neu eingerichteten Fährroute The Whale Route (die Wal-Route) über den Andfjord zwischen Andenes und Gryllefjord eingesetzt. Im Januar 2007 wurde aus der Andfjord Ferge AS die Fergesambandet Andøya Senja AS, welche dann nach Ende der Sommersaison desselben Jahres das Schiff von September 2007 bis Januar 2009 auflegte. Im Januar 2009 dann wurde die Fähre ins Ausland verkauft und aus dem norwegischen Schiffsregister gelöscht. Neuer Eigner wurde die Bequia Express Company Ltd. in St. Vincent und die Grenadinen, welche das Schiff unter dem Namen Bequia Express 4 am Heimathafen Kingstown registrierte und seither zwischen Kingstown und Bequia betreibt.